# 자목련
자목련은 중국에서 들어온 귀화식물이다. 관상용으로 많이 심는다. 잎은 달걀을 거꾸로 세운 듯한 모양으로, 마주 난다. 가장자리가 밋밋하고 양면에 털이 있으나 점차 없어진다. 잎자루의 길이는 7~15mm이다.
꽃은 4월에 잎보다 먼저 피고, 겉면은 진한 자주색이며 안쪽은 상대적으로 연하다. 꽃받침조각은 녹색이며 3개이다. 꽃잎은 6개이고 길이 10cm 내외이며, 햇빛을 충분히 받았을 때 활짝 핀다. 꽃봉오리는 약용으로 이용할 수 있다.

## 같이 보기
- 목련
- 목련과